# Paralepeopsyllus mannarensis
Paralepeopsyllus mannarensis is een eenoogkreeftjessoort uit de familie van de Entomolepididae. De wetenschappelijke naam van de soort is voor het eerst geldig gepubliceerd in 1960 door Ummerkutty.